# Harry Zolnierczyk
Harrison "Harry" Zolnierczyk, född 1 september 1987, är en kanadensisk professionell ishockeyspelare som spelar för Springfield Thunderbirds i AHL.
Han har tidigare spelat på NHL-nivå för Nashville Predators, Anaheim Ducks, New York Islanders, Pittsburgh Penguins Pch hiladelphia Flyers, Pittsburgh Penguins och på lägre nivåer för Milwaukee Admirals, San Diego Gulls, Bridgeport Sound Tigers, Wilkes-Barre/Scranton Penguins, Norfolk Admirals och Adirondack Phantoms i AHL och Brown Bears (Brown University) i NCAA.
Zolnierczyk blev aldrig draftad av någon NHL-organisation.